# 向蕙玲
向蕙玲（1984年2月17日—），本名鄭惠文，台南市安定區人，為臺灣知名台語女歌手。擁有獨特嗓音、高亢清亮的歌聲、蜿蜒迷人的唱腔，演唱的曲風多樣化。現場演唱水準與錄音室專輯一樣，以演唱台語歌曲及演歌聞名，成名曲〈愛甲超過〉。由『吉馬、大信唱片』老闆陳維祥簽下而出道，知名音樂創作人羅安的學生。首張個人專輯《愛你的記號》，入圍第15屆金曲獎「最佳台語女演唱人獎」。出道至今，唱紅了許多首當紅八點檔連續劇主題曲，歌聲深受市場及業界肯定，且廣獲台語歌聽眾的喜愛。是《21世紀新人歌唱排行榜》最有名、最具代表性的歌手。畢業於文藻外語學院五專部日本語文科、二技部日本語文系，通過日本語能力試驗（JLPT）一級。

## 生平
向蕙玲身高165公分，體重49公斤，先天屬於吃不胖的體質。上有一姊一兄，在家排行老么，平常最喜歡的休閒活動是跑步。為了鍛鍊唱歌時的肺活量，11歲時就開始養成固定長跑習慣，至今維持超過20年。小時候在台南安定老家附近的宮廟拜契，認媽祖為義母。
出身於純樸的農村家庭，住家是傳統三合院，父母及長輩均務農。父親曾當過娃娃車司機，父母親也從事搭設流水席帳棚工作。哥哥和姊姊皆是公立學校教師。從小在台南的鄉下長大，與家人交談時慣用台語，因此向蕙玲的台語能力相當流利。因父母白天在外工作，向蕙玲從小由阿嬤一手帶大，與阿嬤的感情非常好。
由於父母及家裡長輩都很喜歡唱歌，尤其是台語歌，從小耳濡目染音樂氛圍的薰陶下，使得向蕙玲對台語歌曲特別熱愛。當時家中長輩時常帶她上KTV，發現她的歌聲與眾不同，便建議向蕙玲的爸媽帶她去學唱歌。那時的向蕙玲也真的對唱歌很有興趣，在國小五年級的時候，候補等了半年，加入高雄名師王瑞升老師的歌唱訓練班（第4屆金曲獎入圍者），開始接受正統嚴格的歌唱訓練。父親當時為了讓向蕙玲能跟名師學唱歌，固定每個星期2次，開廂型車載她從台南去高雄上課。 
加入歌唱訓練班後受到王瑞升老師的青睞，認為她有實力通過考驗，便加以訓練，幫向蕙玲報名三立影視《21世紀新人歌唱排行榜》。以原名「鄭愛樺」於1997年8月衛冕20關成功，當時僅是13歲國中一年級的清純少女。
而這段長達半年的歌唱比賽期，父親為了讓向蕙玲能夠在每次比賽之前，都能有充足的體力和休息，將自己廂型車後座的長椅拆掉，改成一張舒適的彈簧床。每個禮拜日清晨5時從台南老家開車出發，舟車勞頓4~5個小時的車程，讓向蕙玲平躺睡在廂型車後座的床鋪上，一路從台南睡到台北。每次比賽完都是晚上8~9時，父親再從台北開車，沒人跟他換手，自己一個人連夜開車載向蕙玲回台南。
過關後即有許多家唱片公司欲爭取簽約出片，但當時正面臨著國中升學，且課業壓力重，爸爸和媽媽都希望她先完成學業，告訴她想要唱歌，以後再說。當時向蕙玲對日文非常有興趣，將來想當日文老師，因此國中畢業那年，特地選擇報考文藻外語學院日文科五專部（五專部第34屆，日文科第10屆）。就讀文藻時，亦從事每個星期2次，每次2小時的日文一對一家教。
後來考上文藻外語學院後，五專四年級那年，知名音樂製作人羅安（本名:張為杰）在某次靈感來的當下已經先預寫好〈愛甲超過〉的歌詞，而且完成編曲，並將這首歌定為是女生的音調。羅安前後總共找了3位《21世紀新人歌唱排行榜》衛冕過關的女歌手，來試唱〈愛甲超過〉這首歌。第1位與羅安簽約的女歌手，在還沒有正式施以訓練的情形下，簽約後的隔天即向羅安提出解約。第2位女歌手經過羅安一連串的訓練，仍始終無法達到羅安嚴苛的歌唱要求，羅安最後決定想要找鄭愛樺來試唱（向蕙玲的舊本名）。後來，羅安一直在尋找當年在比賽中衛冕過關的鄭愛樺。亦透過許多管道打聽鄭愛樺的下落，想要知道這個女生現在人在哪裡。最後成功打聽到消息，得知她早已改名，改名為鄭惠文，人正在高雄就讀文藻。羅安老師得到向蕙玲的聯繫方式後，他主動跟向蕙玲聯絡約見面，並親自南下到高雄找向蕙玲。對向蕙玲表明，當年自己在《21世紀新人歌唱排行榜》擔任評審時，就已經對她的歌聲很有感覺、很有想法，留下非常深刻的印象。其稍嫌稚嫩卻頗具可塑性的歌聲，讓羅安的眼睛為之一亮。因此他當初決定想要製作〈愛甲超過〉這張專輯時，最後決定的人選，就是向蕙玲。專程南下到高雄找向蕙玲，告訴她有意願想要幫她出唱片。

當時的向蕙玲已經5年沒有唱歌，歌唱比賽過關後，就一直把注意力放在學業上，羅安老師因此帶向蕙玲去KTV試唱。試唱的當下，向蕙玲心裡非常的緊張，因為已經很多年沒有唱歌，早就對唱歌有生疏感。不過試唱後的結果，羅安相當滿意。羅安回台北後，馬上把〈愛甲超過〉這首歌的Demo寄給向蕙玲，請她先把這首歌練熟，約她1個星期後來台北進錄音室錄音。更使原本已計畫收歌引退音樂界的羅安，因向蕙玲讓他重新燃燒起音樂人的生命而成立「羅安音樂工作室」。羅安基於惜才之心，將向蕙玲收為弟子，且以本名「張為杰」為向蕙玲發表創作，量身打造她出道專輯的詞曲，並積極為她爭取發片的機會，而開啟了她踏入演藝圈的第一步。
恩師羅安當時任職於『吉馬唱片』公司，決定將向蕙玲推薦給『吉馬、大信唱片』老闆陳維祥，把錄製好向蕙玲唱〈愛甲超過〉的Demo交給陳維祥試聽。因她音質乾淨特殊有感情，具有江蕙的接近完美、有黃乙玲的滄桑嗓音，耐聽性高，老闆陳維祥聽完羅安老師錄製的Demo後就對她的嗓音留下深刻印象，認為向蕙玲將是下一波台語歌壇的紅星，因此他特地決定為她取藝名叫「向蕙玲」，除了要她向江蕙、黃乙玲多學習，也期望她能像江蕙、黃乙玲一樣擁有好成績。向蕙玲是大信唱片成功製作金曲獎三連霸江蕙專輯之後，唯一力捧的台語歌壇年輕新勢力，也是吉馬、大信唱片老闆陳維祥做了30年唱片第一次簽下的出道歌手。於是2003年初試啼聲的向蕙玲當起了學生歌手，發行首張專輯《愛你的記號》，並以一首〈愛甲超過〉一鳴驚人，入圍第15屆金曲獎「最佳台語女演唱人獎」。五專畢業後，同年2004年直升文藻外語學院日文系二技日間部。
直到向蕙玲加入豪記唱片之前，她發行過的每張專輯，皆是由羅安擔任她的製作人及創作專輯內大部分的詞曲。
2013年在貴人袁小迪的牽線下，將向蕙玲介紹給自己昔日唱片公司的老闆吳東龍。向蕙玲正式加盟豪記唱片後，於2014年1月發行在豪記的第一張專輯《月娘的眼淚》。

## 錄音室專輯
|     | 唱片公司     | 發行日     | 專輯名稱                 | 曲目 |
| 1.  | 大信唱片     | 2003年3月  | 《愛你的記號》           | 歌名 1.愛甲超過 2.愛情的TEMPO (王中平 深情對唱) 3.愛住治恨內底 4.愛你的記號 (王中平 深情對唱) 5.播送溫柔 6.有情驚拆散、無情驚拖磨 (王中平 深情對唱) 7.情人變朋友 8.媽媽的願望 9.阮的性命阮傢己疼 10.最後的探戈 11.愛你的記號 (卡拉OK伴唱版) 12.愛甲超過 (卡拉OK伴唱版) |
| 2.  | 大信唱片     | 2004年6月  | 《我愛的人不是愛我的人》 | 歌名 1.我愛的人不是愛我的人 2.青春開始美 (江宏恩 深情對唱) 3.癡情有憨膽 4.愛你瞴是開玩笑 5.阿爸的膨紗衫 6.替身的情人 7.叫我Mika 8.愛情看透透 9.你的人 我的夢 10.愛的傷 這呢重                                                                                          |
| 3.  | 偉城國際     | 2005年4月  | 《純情紅玫瑰》           | 歌名 1.漂泊的愛 2.純情紅玫瑰 3.情人裳 4.今夜又擱塊落雨 5.初戀 6.車站 7.海海人生 8.秘密情人 9.愛人醉落去 10.你是我所有的性命 |
| 4.  | 大棠科技音樂 | 2007年1月  | 《不免你抱歉》           | 歌名 1.不免你抱歉 2.隨在你愛 3.誤會 4.幸福這遙遠 5.永遠攏同款 6.愛你不對時 7.情關難過 8.像閃電彼厲害 9.陪阮到老 10.為情走過青春 |
| 5.  | 大棠科技音樂 | 2008年5月  | 《風塵花》               | 歌名 1.風塵花 2.十分滿意 (vs吳俊宏) 3.傷 4.無你的Party 5.一粒心兩種面 6.愛情加油站 7.誰人來疼 8.多情的城市、多變的你 9.愛過才知影 10.原來 11.十分滿意 (卡拉OK伴唱版) 12.風塵花 (卡拉OK伴唱版)                                                                          |
| 6.  | 大棠科技音樂 | 2009年12月 | 《還債》                 | 歌名 1.還債 2.不知 3.你排第一 4.袂震袂動 5.阮只為你水 6.痴情咁有路用 7.迷失 8.冷笑話 9.放粉鳥 10.甘願吹風 |
| 7.  | 大棠科技音樂 | 2011年11月 | 《為愛請求》             | 歌名 1.結束彼一幕 2.目屎那滴 3.為愛請求 4.天然ㄟ尚好 5.愛三角情兩亂 6.失算 7.甲阮寵乎我憑 8.追求我的夢 9.既然要愛 10.挽回 |
| 8.  | 豪記唱片     | 2014年1月  | 《月娘的眼淚》           | 歌名 1.兩字愛情 2.口紅 3.月娘的眼淚 4.為愛犧牲 5.天頂的嫦娥 6.只剩這麼多 7.依依不捨 8.空嘴薄舌 9.你你你 10.虛偽的偎靠 |
| 9.  | 豪記唱片     | 2015年2月  | 《幸福的嫁妝》           | 歌名 1.幸福的嫁妝 2.愛你的記誌 3.失去你不後悔 4.月娘的背影 5.絕情風 6.疼惜阮的心 7.愛兩難 8.我一個 9.我願意 10.我是真愛你 |
| 10. | 豪記唱片     | 2016年2月  | 《女人心事》             | 歌名 1.心愛的侶伴 2.女人心事 3.真心疼惜你 (vs.莊振凱) 4.真心到永遠 5.嘸想你 6.傷心人傷心歌 7.請你攏收回 8.相思的溫度 9.鴛鴦被 10.我想念 |
| 11. | 豪記唱片     | 2017年3月  | 《愛你的誓言》           | 歌名 1.感恩的滋味 2.愛你的誓言 3.真心的愛 (vs.陳隨意) 4.女人的愛 5.為愛走千里 6.傷心的我 7.孤單的城市 8.但是又何奈 |
| 12. | 豪記唱片     | 2018年2月  | 《幸福的滋味》           | 歌名 1.西施 2.幸福的滋味 (vs.陳隨意) 3.溫柔的傷悲 4.我的心落雪 5.追求幸福 6.心內花 7.雨落袂散 8.同心同命 |
| 13. | 豪記唱片     | 2018年11月 | 《時代的女人》           | 歌名 1.難忘的情人 2.時代的女人 3.面譜 4.命運的列車 5.紅酒愛人 6.心碎的晚暝 7.水人沒水命 8.咱的愛情 |
| 14. | 豪記唱片     | 2019年12月 | 《自作多情》             | 歌名 1.自作多情 2.鏡中花 3.心頭鎖 4.歹戲拖棚 5.思念你的時袸 6.愛到昏昏去 7.前世的情人 8.癡情女人心 |
| 15. | 豪記唱片     | 2020年12月 | 《月娘彎彎》             | 歌名 1.愛情索 2.月娘彎彎 3.深情戀夢 (vs.劉信明) 4.感情寄到最後 5.情海女人心 6.流浪的心 7.情路無谷歌 8. 心愛的 你治叨位 |
| 16. | 豪記唱片     | 2021年12月 | 《若是我愛你》           | 歌名 1.長淚 2.若是我愛你 3.月老逗相工 4.答應你 5.尚好麥返來 6.散步喝咖啡 7.愈想愈煩 8.細漢的夢 |
| 17. | 豪記唱片     | 2022年10月 | 《愛情真偉大》           | 歌名 1.愛情真偉大 2.將心交換 (vs.楊哲) 3.聽見櫻花 4.愛甲心痛 5.海上花 6.今生戀夢 7.一卡手戒 8.愛到最後一場空 |
| 18. | 豪記唱片     | 2023年9月  | 《酒醉的月亮》           | 歌名 1.酒醉的月亮 2.月下姻緣 (vs.楊哲) 3.月色水水 4.月色樓窗 5.月娘情影 6.中秋月暝 7.灑月光 8.月無圓來到三更 |
| 19. | 豪記唱片     | 2024年11月 | 《愛情約定》             | 歌名 1.愛情約定 2.孟婆淚 3.東京戀情 (vs.沈建豪) 4.情路透支 5.三日的多情 6.情人的珠淚 7.為什麼 8.受傷的心 |

## 參與其他歌手專輯歌曲
| 發行日 | 合唱歌曲   | 對唱歌手 | 專輯名稱       | 唱片公司 |
| ------ | ---------- | -------- | -------------- | -------- |
| 2007年 | 癡情月娘   | 楊哲     | 《拼出第一名》 | 迪笙國際 |
| 2014年 | 愛著妳     | 吳俊宏   | 《愛著妳》     | 豪記唱片 |
| 2015年 | 最美的嫁妝 | 莊振凱   | 《八字命》     | 豪記唱片 |
| 2015年 | 藏心肝     | 吳俊宏   | 《藏心肝》     | 豪記唱片 |
| 2020年 | 改頭換面   | 朱海君   | 《夢見蘇西》   | 豪記唱片 |
| 2021年 | 愛的伴侶   | 翁立友   | 《放你飛》     | 豪記唱片 |

## 主題曲
| 年份   | 劇名                             | 種類   | 歌名                      |
| ------ | -------------------------------- | ------ | ------------------------- |
| 2003年 | 三立八點檔連續劇《台灣霹靂火》   | 片頭曲 | 愛甲超過                  |
| 2003年 | 三立八點檔連續劇《台灣霹靂火》   | 片尾曲 | 愛甲超過                  |
| 2003年 | 三立八點檔連續劇《台灣霹靂火》   | 片尾曲 | 愛你的記號                |
| 2003年 | 三立八點檔連續劇《台灣霹靂火》   | 片尾曲 | 愛住治恨內底              |
| 2003年 | 三立八點檔連續劇《天地有情》     | 片頭曲 | 愛甲超過                  |
| 2003年 | 民視七點半檔連續劇《親戚不計較》 | 片頭曲 | 愛你的記號                |
| 2003年 | 民視七點半檔連續劇《親戚不計較》 | 片頭曲 | 愛甲超過                  |
| 2004年 | 三立八點檔連續劇《台灣龍捲風》   | 片頭曲 | 我愛的人不是愛我的人      |
| 2004年 | 三立八點檔連續劇《台灣龍捲風》   | 片頭曲 | 癡情有憨膽                |
| 2004年 | 民視七點半檔連續劇《親戚不計較》 | 片頭曲 | 癡情有憨膽                |
| 2004年 | 民視七點半檔連續劇《親戚不計較》 | 片頭曲 | 阿爸的膨紗衫              |
| 2005年 | 三立八點檔連續劇《台灣龍捲風》   | 片尾曲 | 漂泊的愛                  |
| 2005年 | 民視七點半檔連續劇《親戚不計較》 | 片頭曲 | 純情紅玫瑰                |
| 2007年 | 三立八點檔連續劇《天下第一味》   | 片頭曲 | 不免你抱歉                |
| 2007年 | 三立八點檔連續劇《天下第一味》   | 片尾曲 | 不免你抱歉                |
| 2007年 | 三立八點檔連續劇《天下第一味》   | 預告曲 | 幸福這遙遠                |
| 2007年 | 三立八點檔連續劇《天下第一味》   | 預告曲 | 隨在你愛                  |
| 2008年 | 三立八點檔連續劇《我一定要成功》 | 片頭曲 | 風塵花                    |
| 2008年 | 三立八點檔連續劇《我一定要成功》 | 片尾曲 | 傷                        |
| 2008年 | 三立單元劇《戲說台灣》           | 片頭曲 | 風塵花                    |
| 2008年 | 民視七點半檔連續劇《濟公》       | 片頭曲 | 傷                        |
| 2010年 | 三立單元劇《戲說台灣》           | 片頭曲 | 袂震袂動                  |
| 2011年 | 三立單元劇《戲說台灣》           | 片頭曲 | 為愛請求                  |
| 2013年 | 民視八點檔連續劇《風水世家》     | 片尾曲 | 月娘的眼淚                |
| 2014年 | 三立八點檔連續劇《世間情》       | 片尾曲 | 月娘的眼淚                |
| 2014年 | 三立單元劇《戲說台灣》           | 片尾曲 | 月娘的眼淚                |
| 2014年 | 三立八點檔連續劇《世間情》       | 片頭曲 | 愛著妳 （吳俊宏專輯）     |
| 2014年 | 民視八點檔連續劇《嫁妝》         | 片尾曲 | 幸福的嫁妝                |
| 2015年 | 民視八點檔連續劇《嫁妝》         | 片尾曲 | 最美的嫁妝 （莊振凱專輯） |
| 2015年 | 三立單元劇《戲說台灣》           | 片尾曲 | 藏心肝 （吳俊宏專輯）     |
| 2016年 | 民視八點檔連續劇《嫁妝》         | 片尾曲 | 女人心事                  |
| 2017年 | 三立八點檔連續劇《甘味人生》     | 片頭曲 | 愛你的誓言                |
| 2017年 | 三立八點檔連續劇《甘味人生》     | 片尾曲 | 真心的愛                  |
| 2018年 | 民視八點檔連續劇《幸福來了》     | 片尾曲 | 幸福的滋味                |
| 2018年 | 民視八點檔連續劇《大時代》       | 片尾曲 | 時代的女人                |
| 2019年 | 三立八點檔連續劇《炮仔聲》       | 片頭曲 | 自作多情                  |
| 2020年 | 三立八點檔連續劇《天之驕女》     | 片頭曲 | 月娘彎彎                  |
| 2021年 | 三立八點檔連續劇《天之驕女》     | 片尾曲 | 月娘彎彎                  |
| 2021年 | 三立單元劇《戲說台灣》           | 片尾曲 | 深情戀夢                  |
| 2021年 | 民視八點檔連續劇《多情城市》     | 片尾曲 | 愛的伴侶 （翁立友專輯）   |
| 2021年 | 三立八點檔連續劇《天之驕女》     | 片頭曲 | 若是我愛你                |
| 2022年 | 三立單元劇《戲說台灣》           | 片尾曲 | 將心交換                  |
| 2022年 | 三立八點檔連續劇《一家團圓》     | 片尾曲 | 愛情真偉大                |
| 2023年 | 三立八點檔連續劇《天道》         | 片頭曲 | 酒醉的月亮                |
| 2024年 | 三立單元劇《戲說台灣》           | 片尾曲 | 愛情約定                  |
| 2024年 | 三立單元劇《戲說台灣》           | 片尾曲 | 孟婆淚                    |
| 2024年 | 三立八點檔連續劇《願望》         | 片頭曲 | 孟婆淚                    |

## 金曲獎
| 年份   | 金曲獎       | 獎項               | 專輯名稱       | 唱片公司 | 結果 |
| ------ | ------------ | ------------------ | -------------- | -------- | ---- |
| 2004年 | 第15屆金曲獎 | 最佳台語女演唱人獎 | 《愛你的記號》 | 大信唱片 | 提名 |

## 其他獎項
- 1997年8月：原名鄭愛樺，三立影視《21世紀新人歌唱排行榜》兒童組過關

## 詞曲創作
| 發表日期   | 創作類型 | 歌曲名稱 | 演唱歌手 | 專輯名稱   | 備註               |
| ---------- | -------- | -------- | -------- | ---------- | ------------------ |
| 2008年5月  | 填詞     | 傷       | 向蕙玲   | 《風塵花》 | 與「巴布」共同填詞 |
| 2009年12月 | 填詞     | 不知     | 向蕙玲   | 《還債》   |                    |
| 2009年12月 | 填詞     | 迷失     | 向蕙玲   | 《還債》   |                    |